# 荣宝斋
參數所指定的目標頁面不存在，建議更正成存在頁面或直接建立下列一個頁面（建立前請先搜尋是否有合適的存在頁面可以取代）：
- 荣宝斋 (纪录片)

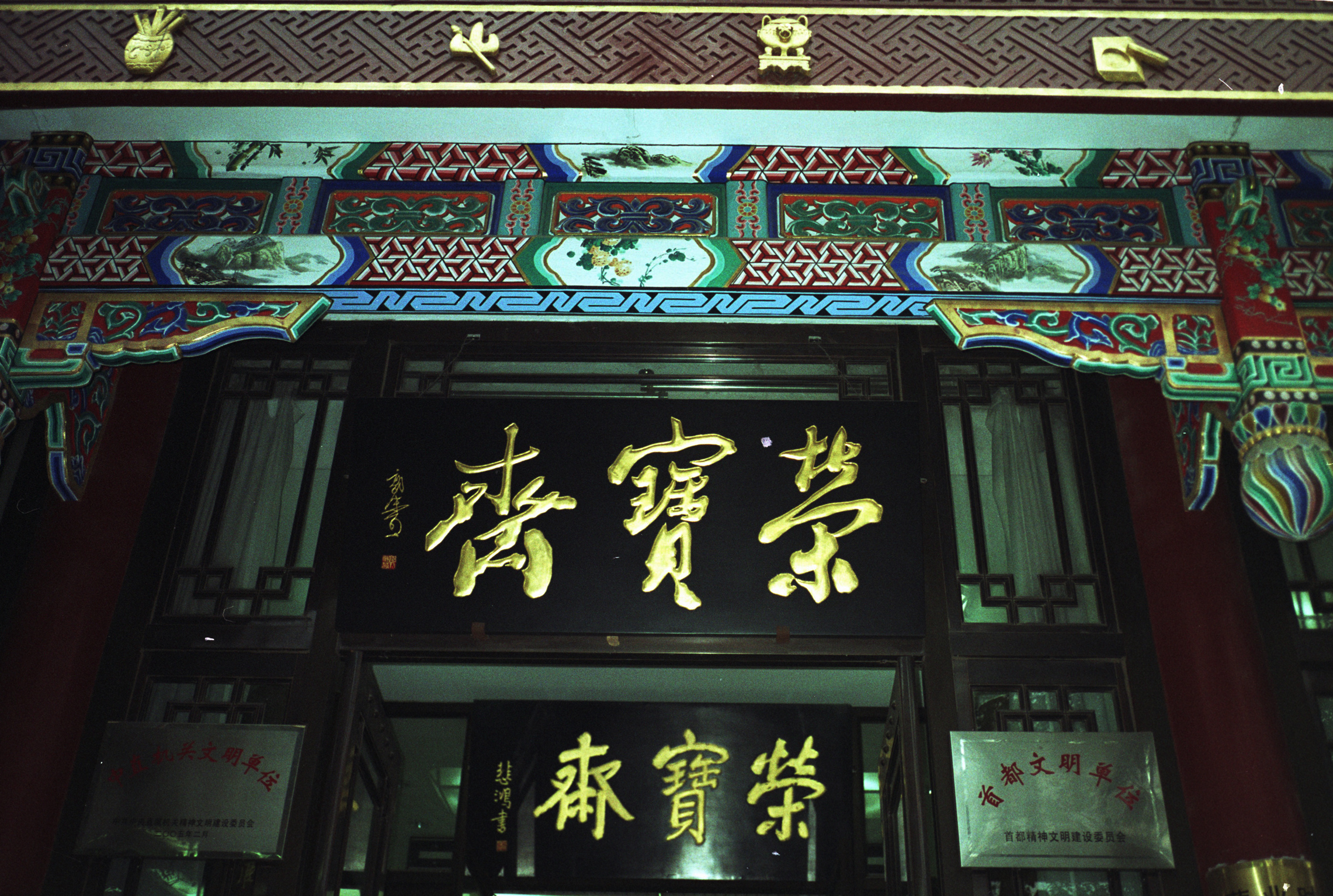
荣宝斋额匾

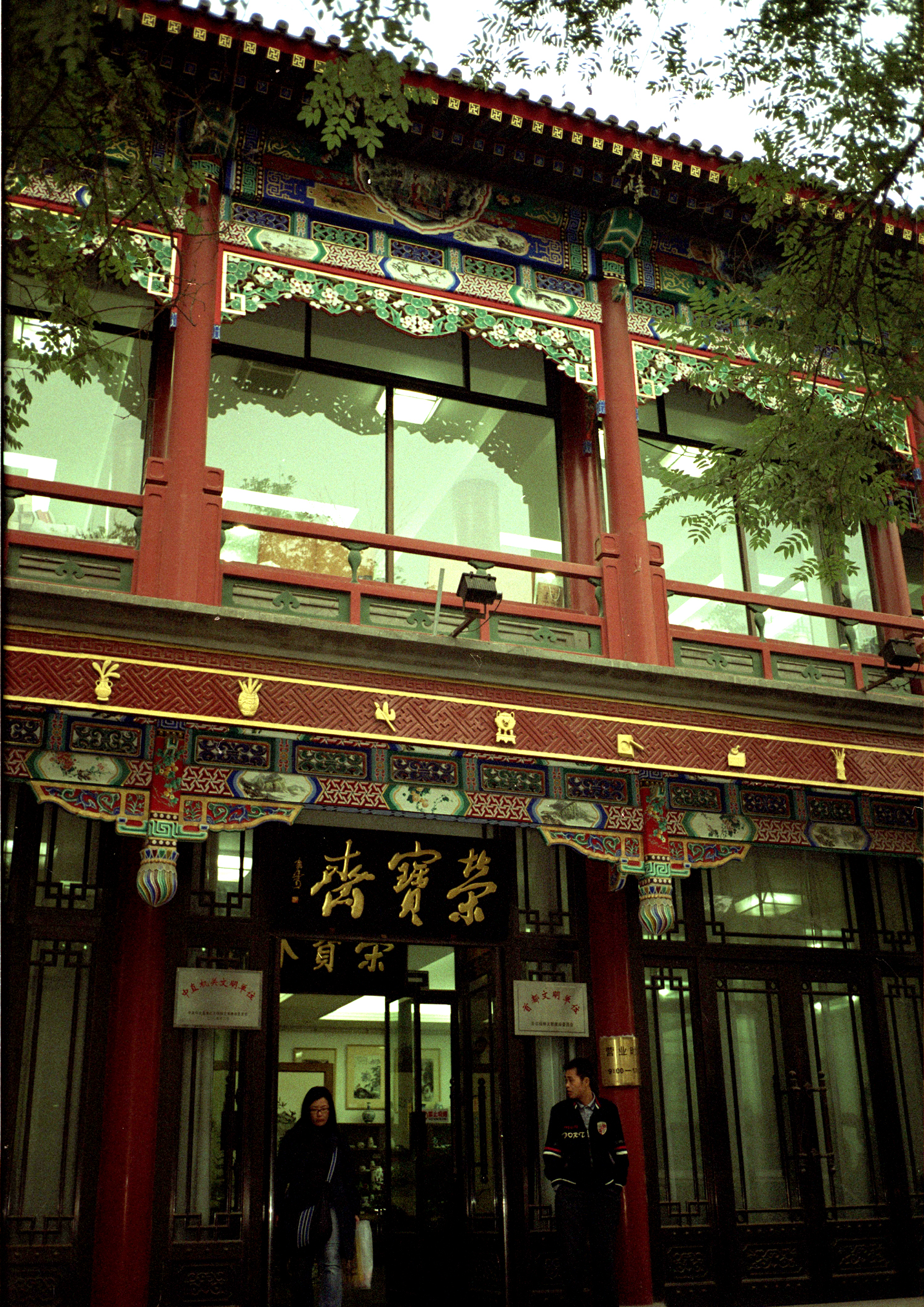
荣宝斋

荣宝斋，是一家位于中国北京市的老字号文具和字画店，座落于和平门外琉璃厂西街，前身是创建于清朝康熙十一年（1672年）的松竹斋，1894年改名为荣宝斋。今荣宝斋门首有两幅额匾，一为徐悲鸿手书，一为郭沫若手书。荣宝斋被授予首都文明单位称号。

## 子公司
- 榮寶齋（香港）有限公司（Rong Bao Zhai (H.K.) Company Limited）：與香港的博雅藝術有限公司合資的公司，於1987年9月11日在香港成立。

- 榮寶齋 香港分店：於2013年11月30日在中環長江集團中心三樓重新啟業開幕。

### 前子公司
- 榮寶齋出版社：由榮寶齋創辦的出版機構，現屬中国出版集团公司的子公司。